# Prison d'État de Pelican Bay
Pour les articles homonymes, voir Pelican Bay.
 (juillet 2010).
Si vous disposez d'ouvrages ou d'articles de référence ou si vous connaissez des sites web de qualité traitant du thème abordé ici, merci de compléter l'article en donnant les références utiles à sa vérifiabilité et en les liant à la section « Notes et références ».
Pelican Bay State Prison
La prison d’État de Pelican Bay (en anglais : Pelican Bay State Prison ou PBSP), est une prison d'État américaine créée en 1989 et gérée par le Département des services correctionnels et de réhabilitation de Californie, située à proximité de Crescent City dans le comté de Del Norte à l'extrême nord-ouest de la Californie.
Le complexe de 111 hectares abrite des détenus parmi les plus dangereux de la Californie. La Pelican Bay State Prison a été présentée dans la série Lockup (en) (Enfermer) produite par MSNBC, et est un élément majeur de la série Life produite par NBC.

## Présentation
La prison d’État de Pelican Bay a ouvert en 1989. Elle est située dans une zone boisée à 11 miles de la frontière avec l'Oregon, loin des grandes métropoles (450 km au nord de San Francisco et 1 000 km au nord de Los Angeles).[réf. souhaitée]
Initialement conçue pour recevoir 2 550 prisonniers, Pelican Bay en abritait 3 301 en 2006. C'est une prison de haute sécurité qui accueille des membres de gangs (Mexican Mafia, Nuestra Familia, Black Guerrilla Family, Aryan Brotherhood, etc.).[réf. souhaitée]
La moitié de la prison tient les prisonniers de niveau IV dans un environnement de population générale, avec des champs d'exercice physique à l'extérieur. L'autre moitié de la prison de Pelican Bay contient sa plus célèbre caractéristique : une agglomération de bâtiments blanc en forme de croix, mise à part par des clôtures électrifiées et des plaines désolées, connue sous le nom d'isolement carcéral. Il s'agit d'une installation de type Supermax où les chefs de gangs, les détenus ayant des antécédents de violence, de crimes ou de violations graves des règles en vigueur pour les prisonniers, et d'autres prisonniers considérés comme des menaces majeures pour la gestion de la prison sont incarcérés.[réf. souhaitée]
L'isolement carcéral de Pelican Bay a été l'une des premières installations dans l'histoire américaine moderne construites comme installation d'unité de contrôle. Les détenus de l'isolement carcéral sont isolés 22,5 heures par jour dans leur cellule et n'ont droit qu'à une seule heure d'exercice physique dans une cour intérieure de petite taille.[réf. souhaitée]

## Incidents
Certains avocats de prison ont fait valoir que l'isolement carcéral est cruel, en raison de l'absence de stimulation, d'activité et de lumière naturelle données aux détenus. Les psychiatres ont identifié une affection psychiatrique connue sous le nom anglophone USD syndrome qui induit des troubles de stress post-traumatique, dont les symptômes incluent la dépression sévère.[réf. souhaitée]
Beaucoup d'armes artisanales faites par les prisonniers sont confisquées : armes fabriquées avec des lames de rasoir, des lames de tondeuse, des manches de brosses à dent, du papier, etc.[réf. souhaitée]

### Le cas Vaughn Dortch
La torture a constitué un problème dès le début de l'histoire de la prison. En avril 1992, on a ordonné au prisonnier Vaughn Dortch, qui était perturbé mentalement et avait été enfermé dans l'unité de contrôle pour la violence de l'isolement carcéral, de se laver après qu'il s'est barbouillé de matières fécales. À la suite de son refus, les gardiens de prison l'ont forcé à entrer dans une baignoire remplie d'eau chaude, ce qui entraîna des brûlures sur la partie inférieure de son corps.[réf. souhaitée]
Dortch porta plainte et l'affaire fut jugée, le plaignant obtenant 997 000 $ de dédommagements. Le jugement fut établi comme confidentiel par le juge fédéral qui présidait, mais il a été largement médiatisé par une émission de 60 Minutes diffusée le 27 février 1994. L'infirmière en chef de la prison a par la suite témoigné au sujet de cette affaire dans Madrid v. Gomez.[réf. souhaitée]

### Madrid v. Gomez
Une poursuite judiciaire collective, Madrid v. Gomez, a été déposée au nom des 3 600 prisonniers de Pelican Bay en 1993, en raison de diverses violations de droits et cas de mauvais traitements. Le juge de la cour fédérale Thelton Henderson déclara en janvier 1995 que les prisonniers avaient été soumis à une violence excessive, des charges cruelles, et des soins médicaux insuffisants. Il a jugé que les malades mentaux ne pouvaient plus se limiter à l'isolement carcéral, et a nommé John Agar pour surveiller les conditions de la prison.[réf. souhaitée]

### Émeute
Le 23 février 2000, une bagarre impliquant environ 300 détenus a éclaté entre des gangs rivaux, l'un de Noirs et l'autre de Sud Mexicains, dans la cour d'exercices physiques.
Les gardes ont utilisé des agents chimiques et des pistolets fédéraux à gaz 37 mm, et ont tiré des balles en caoutchouc pour arrêter l'émeute. Cela n'a pas atténué la situation, donc les gardes ont choisi des options de force létales en utilisant des Ruger Mini 14, tuant un prisonnier qui allait poignarder un autre détenu et blessant 15 détenus. L'émeute a duré environ 30 minutes ; 19 détenus ont subi des coups de poignard ou ont été battus. Environ 89 armes fabriquées dans la prison ont été confisquées à la suite de l'émeute.[réf. souhaitée]